# کهریز (نیر)
کهریز یک روستا در ایران است که در دهستان مهماندوست واقع شده‌است. کهریز ۱۵۴ نفر جمعیت دارد.